# Stazione di Caldonazzo
La stazione di Caldonazzo è una stazione ferroviaria sulla linea della Valsugana Trento – Venezia a servizio della città lacustre di Caldonazzo: questa si trova tra le stazioni di Levico Terme e quella di Calceranica.
La gestione degli impianti è affidata a Rete Ferroviaria Italiana società del gruppo Ferrovie dello Stato.

## Dati ferroviari
Il fabbricato viaggiatori possiede uno stile improntato a quello di molte costruzioni di montagna, infatti il materiale di costruzione preponderante è il legno. All'interno del fabbricato si trova un'ampia sala d'attesa e la biglietteria self-service. Sotto la veranda esterna ci sono delle panchine e la tabella elettronica degli orari.
I binari erano quattro, di cui i primi tre utilizzati per il traffico passeggeri. Il quarto binario veniva impiegato dai convogli merci, provenienti dalla acciaieria di Borgo Valsugana.
A seguito di recenti lavori di riqualificazione dell'intera struttura ferroviaria, il numero dei binari passanti è stato ridotto a due. Entrambi sono stati dotati di nuovi e moderni marciapiedi con sottopassaggio.

## Movimento passeggeri e merci
Nella stazione fermano tutti i treni con destinazioni per Trento, Bassano del Grappa,  a servizio dei numerosi pendolari. In questa stazione avvengono generalmente gli incroci tra alcuni convogli per e da Trento.

## Servizi
La stazione dispone di:
- Biglietteria self-service
- Parcheggio
- Sala d'attesa